# Live Nation Entertainment
Live Nation Entertainment ist ein US-amerikanisches Medienunternehmen mit Sitz in Beverly Hills im US-Bundesstaat Kalifornien. Das 2005 unter dem Namen CCE Spinco vom US-Konzern Clear Channel Communications abgespaltene und dabei in Live Nation umbenannte Unternehmen ist auf Live-Veranstaltungen und Öffentlichkeitsarbeit spezialisiert.
2010 fusionierte Live Nation mit Ticketmaster Entertainment zu Live Nation Entertainment. Das kombinierte Unternehmen wird geleitet von Greg Maffei (CEO von Liberty Media) als Chairman und dem Kanadier Michael Rapino (zuvor CEO von Live Nation) als Präsident und CEO.

## Geschichte
Bereits im Gründungsjahr wurden 28.500 Veranstaltungen mit über 61 Millionen Zuschauern beworben oder produziert – darunter Konzerte, Theatervorführungen und Sportveranstaltungen. Live Nation ist im Besitz der Betreiber von 117 Veranstaltungsorten (75 US-amerikanische; 42 ausländische). Dazu gehören 39 Freilichtbühnen, 58 Theater, 14 Clubs und 4 Mehrzweckhallen. Darüber hinaus hat Live Nation das Recht, Veranstaltungen an 33 weiteren Orten zu buchen.
Im Herbst 2007 kündigte die Popsängerin Madonna an, ihre Plattenfirma Warner Music zu verlassen und zu Live Nation zu wechseln. Sie war die erste Künstlerin mit einer Veröffentlichung in der Sparte Live Nation Artists und erhielt für ihren 10-Jahres-Vertrag geschätzte 120 Mio. US-Dollar. Auch der US-Rapper Jay-Z ist zu ähnlichen Konditionen zu Live Nation gewechselt.
2008 schloss Live Nation einen 12-Jahres-Vertrag mit U2, der die exklusiven Live- und Merchandising-Rechte für diesen Zeitraum umfasst. Im November 2013 übernahm Live Nation die Managementfirmen Principle Management von U2s langjährigem Manager und „fünftem Bandmitglied“ Paul McGuinness und Maverick von Madonnas Manager Guy Oseary für angeblich insgesamt 30 Mio. US-Dollar. Parallel zog sich McGuinness auf den Posten des Chairmans von Principle zurück und übergab das Management von U2 nach 34 Jahren offiziell an Live Nation und Oseary, wobei dieser bereits vor den Übernahmen die Aufnahmen zu Songs of Innocence, dem 2014 erschienenen Album der Band koordinierte.
Live Nation Entertainment hat seit dem Jahr 2015 in Deutschland einen Ableger mit Sitz in Frankfurt.
Im Zuge der weltweit grassierenden COVID-19-Pandemie brachen die Umsätze von Live Nation im zweiten Quartal des Jahres 2020 im Vergleich zum Vorjahreszeitraum um 98 Prozent ein.
Im Jahr 2021 veranstaltete Live Nation das Astroworld Festival des Rappers Travis Scott. Während seines Auftritts kam es zu einer Massenpanik, in deren Folge mehrere Menschen ums Leben kamen. Das Unternehmen wurde daraufhin in einer Sammelklage mit verklagt und der Aktienkurs rutschte ab.
Im Mai 2024 verklagte das Bundesjustizministerium der Vereinigten Staaten Live Nation und Ticketmaster wegen illegaler Wettbewerbspraktiken vor Gericht. Ziel der Sammelklage, der sich 29 US-Bundesstaaten sowie der Generalstaatsanwalt des Bundesdistrikts Washington anschlossen, ist die Zerschlagung des Konzerns.

## Beteiligungen
Live Nation hält seit 2007 die Mehrheit der Anteile an der Academy Music Group, dem in Großbritannien führenden Eigentümer und Betreiber von Konzerthallen.
Im Juli 2017 übernahm Live Nation die Anteilsmehrheit am Veranstalter des Openair Frauenfeld, dem größten Urban Music Festival Kontinentaleuropas. Im September 2022 übernahm Live Nation mehrheitlich die Goodlive Festival GmbH, die Festivals wie das Full Force, Melt und Splash! veranstaltet.